# Cilavegna
Cilavegna – miejscowość i gmina we Włoszech, w regionie Lombardia, w prowincji Pawia.
Według danych na rok 2004 gminę zamieszkiwało 4927 osób, 289,8 os./km².